# La Mort de César (Voltaire)
Pour les articles homonymes, voir La Mort de César.
La Mort de César est une tragédie de Voltaire en 3 actes.

## Historique
Deux ans après sa composition, La Mort de César a d’abord été représentée en privé à l’hôtel de Sassenage en 1773. Deux ans plus tard, le 11 aout 1735, la pièce est jouée par les écoliers du collège d'Harcourt, Voltaire ayant proposé son ouvrage au proviseur, l'abbé Asselin. Bien reçue, la tragédie a été, soi-disant contre le gré de l’auteur, imprimée. Des additions et corrections ont même été effectuées. Voltaire demande à l’abbé Desfontaines de ne pas critiquer cette pièce « tout opposée au gout de notre nation » où il n'y a point de femmes, où il n'est question que de l'amour de la patrie, pendant qu’il refait la dernière scène, d’où il avait supprimé l'assassinat de Brutus pour la représentation au collège d'Harcourt. Le 28 avril 1743, a lieu la première représentation publique au théâtre de la rue des Fossés Saint-Germain.

## Rôles
- Jules César, dictateur.
- Junius Brutus, préteur.
- Cassius, sénateur.
- Cimber, sénateur.
- Decimus, sénateur.
- Dolabella, sénateur.
- Casca, sénateur.
- Les Romains.
- Licteurs.

## Résumé
La scène est à Rome au Capitole.
Jules César est sur le point de prendre le pouvoir au Sénat de Rome. Il se confie à Marc-Antoine, son fidèle ami, et lui révèle qu'il a eu un fils avec Servilie, la sœur de Caton : Brutus.
Brutus, ignorant son lien de paternité avec César, est un disciple de Caton, fier et intransigeant défenseur de la République romaine. Il voit donc César en futur dictateur et complote à son assassinat. Après avoir prêté serment avec son sang avec les conjurés, César lui avoue sa paternité, mais trop tard. Brutus tente en vain de convaincre César d'abandonner son projet de devenir empereur. Brutus, garant des valeurs de Rome, se trouve donc dans un profond dilemme, celui de laisser un dictateur prendre la tête de Rome ou commettre un parricide.
Ainsi, le jour du sacre de César, ce dernier est assassiné par les conjurés, dont Brutus. Ensuite, devant la foule, les conjurés ont le soutien du peuple qui disparaît après le discours de Marc-Antoine qui vante les bienfaits et la grandeur de César. La foule reconnaît en César le « père de l'État » et décide de « venger son trépas » par la mort des conjurés.